# Oonopinus kilikus
Oonopinus kilikus är en spindelart som beskrevs av Theodore W. Suman 1965. Oonopinus kilikus ingår i släktet Oonopinus och familjen dansspindlar. Inga underarter finns listade i Catalogue of Life.